# 空速大使型
空速AS.57大使是一款由英国空速公司研制的双发动机活塞式客机，于1947年7月10日首飞。

## 设计与发展历程
大使型客机的诞生可追溯至1943年，当时英国政府成立布拉巴宗委员会，以调研二战后民航发展的需要。该委员会提出设计一种双发动机的中短程客机，以取代道格拉斯DC-3客机，大使型客机即为满足此需求而设计。第二次世界大战结束后，大使型客机的设计进一步改动，使用了加压客舱，并采用推力更大的布里斯托人马座星型发动机。改进后的大使型客机可搭载47名乘客，拥有三个垂直尾翼，与洛克希德星座客机有一些相似之处。大使型采用前三点式起落架，使其看起来比同时期道格拉斯DC-3、C-46和维克斯VC.1维京等采用后三点式起落架的客机更为现代化。大使型共生产了3架原型机，第一架原型机于1947年7月10日首飞。

## 营运历史
英国欧洲航空于1948年9月订购了20架大使型客机，并于1952年3月13日首次进行商业载客飞行，从伦敦希思罗机场飞往巴黎勒布尔歇机场。大使型客机在英国欧洲航空服役至1958年，之后被维克斯子爵型客机取代。
随着空速公司于1951年并入德哈维兰，大使型客机的生产及后续开发亦被中止，连同3架原型机一共只生产了23架。此外，因维克斯子爵和洛克希德L-188等涡桨式客机有着更可靠的发动机和更快的飞行速度，亦导致采用活塞发动机的大使型不再受欢迎。从英国欧洲航空退役后，大使型客机曾被Dan Air等航空公司用来进行包机飞行，直至1971年退出运营。

## 意外事故
- 1955年4月8日，一架英国欧洲航空的大使型客机（注册编号：G-AMAB）于杜塞尔多夫附近迫降时损毁，该机在50年代初期曾常被伊丽莎白二世女王和菲利普亲王于欧洲旅行时使用[4]。
- 1958年2月6日，一架搭载着曼联队球员、职员和记者的大使型客机于慕尼黑-里姆机场起飞时失事，即慕尼黑空难。机上44人中有23人因伤重不治，包括8名曼联队员[5]。

## 以往用户

### 民用
- Butler Air Transport

 瑞士
- Globe Air

 英国

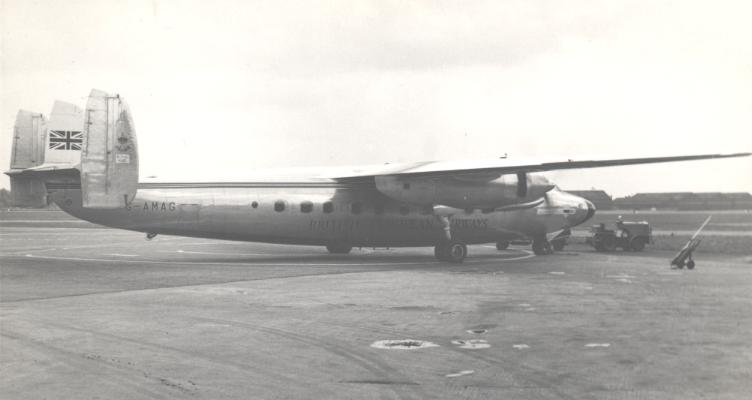
英国欧洲航空的大使型客机

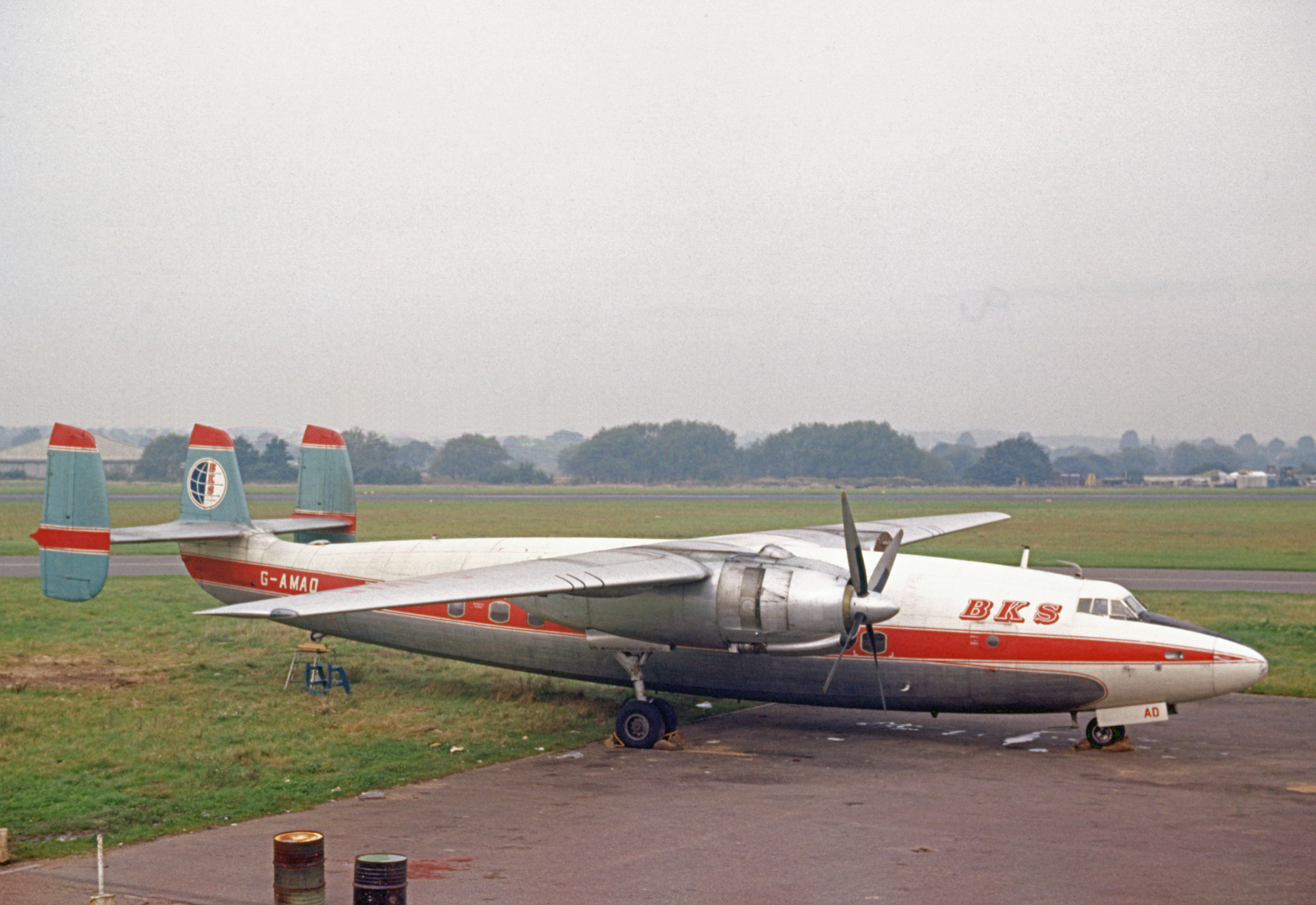
BKS航空的大使型

- Autair International Airways
- BKS航空
- 英国欧洲航空
- Dan-Air
- Decca Navigator Company
- 纳皮尔公司（英语：D. Napier & Son）
- 罗尔斯·罗伊斯
- Shell Aviation Limited

### 军用
约旦
- 约旦皇家空军

 摩洛哥
- Moroccan Royal Flight

## 性能参数
参考资料：Airspeed aircraft since 1931, British Civil Aircraft since 1919 Volume 1Jackson 1973，第29頁
基本信息
- 机组：3人
- 容量：最多60人
- 長度：81英尺（25）
- 翼展：115英尺（35）
- 高度：18英尺4英寸（5.59）
- 机翼面积：1,200平方英尺（110平方）
- 展弦比：11:1
- 空重：35,884英磅（16,277）
- 最大起飛重量：52,000英磅（23,587）
- 燃料容量：1,000 imp gal（1,200 US gal；4,500 l）
- 发动机：2台布里斯托人马座（英语：Bristol Centaurus）活塞发动机，每台2,625匹馬力（1,957千瓦特）

性能
- 最大速度：312英里每小時（502每小時；271節）载重11,650磅（5,280）
- 巡航速度：300英里每小時（483每小時；261節）于20,000英尺（6,100米）高度，50,000磅（23,000）机重

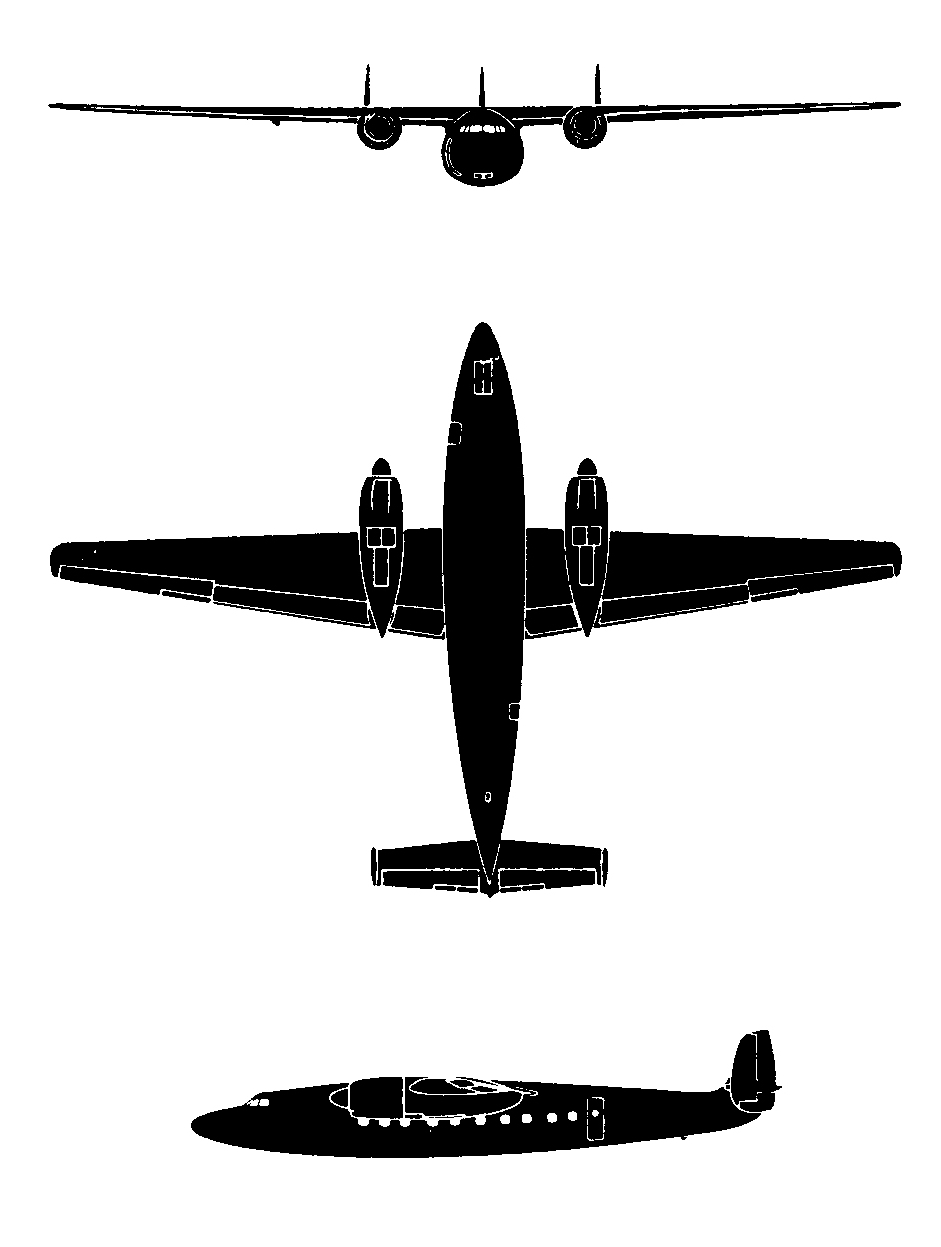
大使型客机

279 mph（242 kn；449 km/h） at 60% power
- 航程：720英里（626海里；1,159）：载重11,650磅（5,280），速度280 mph（240 kn；450 km/h）

900 mi（780 nmi；1,400 km）：速度220 mph（190 kn；350 km/h）
1,560 mi（1,360 nmi；2,510 km）：满油、载重7,900磅（3,600）、速度280 mph（240 kn；450 km/h）
1,950 mi（1,690 nmi；3,140 km）：满油、载重7,900磅（3,600）、速度220 mph（190 kn；350 km/h）
- 爬升率：1,520英尺每分鐘（7.7每秒）5,000英尺（1,500米），最大重量
- 翼载：43.3英磅每平方英尺（211每平方）at 52,000磅（24,000）

## 同类型号
- 康维尔240
- 维克斯VC.1维京